# La banda dei Babbi Natale
La banda dei Babbi Natale è un film del 2010 diretto da Paolo Genovese. Si tratta del settimo film interpretato dal trio comico Aldo, Giovanni e Giacomo.

## Trama
Milano, notte di Natale del 2010. Aldo Baglio, Giovanni Storti e Giacomo Poretti, tre amici che giocano a bocce formando la squadra The Charlatans, vengono arrestati dalla polizia durante quello che sembra essere un furto in un appartamento mentre indossano dei costumi da Babbo Natale. Condotti in commissariato, i tre vengono accusati dal commissario Irene Bestetti, trattenuta in commissariato a causa di un collega fannullone che si sta fingendo malato, di essere i membri della Banda dei Babbi Natale, un gruppo di ladri vestiti proprio da Babbo Natale che ha svaligiato otto appartamenti in due giorni. Gli arrestati si dichiarano innocenti e raccontano alla Bestetti il motivo per il quale si sono trovati in quella situazione.
Aldo è uno scansafatiche (è però anche molto bravo in cucina, oltre che nel gioco delle bocce) che si fa mantenere totalmente dalla compagna Monica e sperpera un sacco di soldi nelle scommesse delle corse di cavalli, insieme a due allibratori che lo ingannano sempre, e che, all'insaputa di Monica, rifiuta qualsiasi offerta di lavoro, anche quella dello zio di Monica; quando lei se ne accorge e scopre anche che Aldo, per pagare i debiti delle scommesse, ha venduto ad un rigattiere una pregiata palla di vetro e oro appartenuta a sua nonna, lo caccia di casa.
Aldo si fa quindi ospitare a casa di Giacomo, un chirurgo vedovo ormai da 12 anni ma ancora profondamente addolorato e tormentato, al punto da rifiutare le attenzioni della collega Elisa, che però riesce a strappargli la promessa di andare a cena e ballare insieme nel caso in cui Giacomo e la sua squadra perdano l'imminente finale di un torneo di bocce che da quattro anni tentano di vincere, arrivando sempre in finale per poi puntualmente perdere.
Sotto casa di Giacomo ha il suo ambulatorio Giovanni, un veterinario sposato con Marta e che sta per sposarsi con Veronica, la sua amante svizzera, senza che nessuna delle due sappia dell'altra. Giovanni si trova quindi costretto a sopportare le angherie e l'odio della suocera milanese e del suocero di Lugano. Incapace di dire di no, Giovanni finisce per promettere ad entrambe le sue famiglie di essere presente alle loro cene di Natale, ma dopo una serata organizzata per capire se se ciò sia fattibile (raccontando ai familiari di avere imprevisti lavorativi e facendosi coprire dagli amici), in cui prova a spostarsi continuamente tra Lugano e Milano in entrambe le direzioni, capisce che così non può andare avanti.
Arriva la sera della finale del torneo di bocce: i Charlatans sembrano favoriti, ma la partita viene persa ancora una volta in quanto Aldo sbaglia di poco il tiro finale. Poco prima della partita Giacomo, tuttavia, aveva chiesto ad Elisa di uscire comunque insieme anche se avessero vinto; onorando l'impegno preso capisce, grazie anche all'aiuto dei due amici, di essere sinceramente innamorato della sua collega e che è giunto il momento di lasciarsi il passato alle spalle. Nel corso della stessa serata Giovanni cerca timorosamente di spiegare la verità a entrambe le sue compagne, ma alla fine, complici anche una serie di esilaranti imprevisti che lo disturbano, non riesce a farlo e scappa, facendosi ospitare da Giacomo per non farsi scoprire.
Al ritorno a casa i due trovano Aldo allegro nonostante la sconfitta e pieno di soldi, e l'amara verità non tarda a venire alla luce: Aldo non solo ha sbagliato il tiro decisivo della partita di proposito, avendo scommesso contro la sua stessa squadra, ma per pagare la scommessa ha anche venduto al solito rigattiere un prezioso scheletro anatomico originale di proprietà di Giacomo. Giovanni e Giacomo, arrabbiati, lo cacciano via.
Aldo, volendo redimersi, tenta di ricomprare la palla di vetro e lo scheletro con i soldi della scommessa vinta, ma riesce a recuperare solo lo scheletro perché la palla è già stata rivenduta. Quando porta lo scheletro a Giovanni e Giacomo, essi gli chiedono di rimontarlo, ma lui non ci riesce e lo monta in maniera a dir poco bizzarra. Gli amici quindi decidono di perdonarlo e gli fanno un regalo: per una curiosa e fortunata coincidenza esso è proprio la palla di vetro.
Aldo quindi, per tentare di farsi perdonare anche da Monica, ha un'idea: i tre, vestiti tutti da Babbo Natale, raggiungono la casa di Monica all'insaputa di quest'ultima, narcotizzando la suocera di Giovanni che avevano incontrato sulla via e li aveva aggrediti, e Aldo colloca la palla di vetro sotto l'albero: in quel momento arriva la polizia e i tre vengono arrestati.
Ritornati nel presente, a racconto concluso, la Bestetti, non avendoci creduto, lascia i tre amici in cella, ma proprio quando se ne sta andando viene portata in commissariato la vera Banda dei Babbi Natale, colta nuovamente in flagranza di reato, tra l'altro con un'automobile uguale a quella del trio: la Bestetti, riconosciuta la veridicità del racconto dei tre, si affretta a rilasciarli, nonostante Giovanni tenti di rimanere in cella, arrivando anche a descriversi come un pericoloso delinquente, pur di non affrontare le sue due famiglie.
A quel punto arrivano Monica, che si riconcilia con Aldo, Marta ed Elisa. Viene improvvisata una cena di Natale in commissariato e tutto sembra andare per il meglio, ma improvvisamente irrompono sulla scena Veronica e suo padre: Marta e Veronica scoprono così tutto e Giovanni scappa buttandosi da una finestra, uscendone illeso, per sfuggire al suocero che, infuriato, tenta di sparargli.
Un anno dopo la situazione dei tre protagonisti è molto più serena: Aldo si è trovato un lavoro, anche se non sembra avere perso il vizio delle scommesse, Giacomo si è lasciato il ricordo della moglie alle spalle e ha iniziato una relazione stabile con Elisa, mentre Giovanni è stato lasciato sia da Marta che da Veronica ed ha iniziato una relazione con la Bestetti.
I Charlatans, in finale al torneo di bocce per il quinto anno consecutivo, finalmente non sbagliano neanche un tiro e riescono a vincere l'agognata coppa.

## Personaggi principali
- Aldo Baglio, siciliano trapiantato a Milano, è un bieco scommettitore disoccupato che, a causa del suo vizio e della mancanza di voglia di lavorare, finisce per perdere e poi ritrovare sia la fiducia di Giovanni e Giacomo che l'amore della compagna Monica, da cui si faceva mantenere, per poi mettere la testa a posto e trovarsi un lavoro, pur senza smettere con le scommesse.
- Giovanni Storti, di professione veterinario, vive a Milano con la moglie Marta e la figlia adolescente Anna, ma ha anche una relazione segreta con Veronica, donna che vive in Svizzera e a sua volta madre della piccola Eloise, a cui Giovanni fa da padre. Con le sue due famiglie, si ritrova costretto a sopportare sia la madre di Marta che il padre di Veronica, i quali lo detestano apertamente e non perdono occasione per maltrattarlo. Alla fine del film verrà lasciato da entrambe le donne ed inizierà una relazione con il commissario Bestetti.
- Giacomo Poretti, di professione medico chirurgo, è vedovo da ben 12 anni ma non riesce proprio a superare il dramma della scomparsa della moglie Aurora, tanto da parlare continuamente con la foto della donna, comportarsi come se essa fosse presente insieme a lui ed essere vittima di un sogno ricorrente in cui Aurora gli impedisce anche solo di guardare altre donne, e ciò lo porta a rifiutare l'interesse sentimentale della collega Elisa. La perdita della squadra alla finale di bocce segnerà la spinta che lo porterà all'inizio della relazione con la stessa Elisa. Ha un atteggiamento adulatorio nei confronti del commissario Bestetti mentre è trattenuto in commissariato.

## Produzione
Il film è diretto da Paolo Genovese ed è stato girato a Milano. È prodotto da Paolo Guerra via Medusa Film e Agidi SRL. Le riprese del film sono iniziate il 7 giugno 2010 e sono continuate per 9 settimane fino al 10 agosto.
Soggetto e sceneggiatura hanno richiesto un anno e mezzo di lavoro, nonché una maggiore cura nella struttura della trama e delle sequenze comiche, al fine di ovviare ad alcuni difetti di scrittura rilevati nel film precedente del trio dovuti a «una minor attenzione» e «un eccesso di delega».

## Distribuzione
Il film è stato presentato in anteprima il 26 settembre 2010 a Milano nel complesso East End Studios di Via Mecenate, alla presenza di gran parte del cast, dei produttori e del regista, mentre il film è uscito nelle sale, distribuito da Medusa Film, il 17 dicembre 2010.

## Colonna sonora
Aldo, Giovanni e Giacomo, cercando una colonna sonora che valorizzasse i momenti più significativi del film, hanno potuto contare sull'aiuto di un'artista del calibro di Mina, da anni loro fan. La cantante cremonese-ticinese ha pubblicato il 30 novembre un EP intitolato Piccola strenna, i cui quattro brani sono appunto le canzoni che accompagneranno la commedia. Mele Kalikimaka, solare canzone hawaiana scoperta da Giacomo, il cui titolo significa proprio "Buon Natale" in lingua hawaiana, apre l'album, composto da 4 brani di stampo natalizio, e il film.
Della colonna sonora fanno parte anche i brani "Pencil Full of Lead" di Paolo Nutini e "La mia realtà" di Giulio Casale; quest'ultimo pezzo accompagna i titoli di coda.

## Accoglienza

### Incassi
In totale la pellicola ha incassato 21479687 €, diventando così uno dei maggiori successi cinematografici del 2010, al 47º posto dei film con maggiori incassi in Italia.

## Riconoscimenti
- 2011 – Nastro d'argento
  - Candidatura Migliore commedia a Paolo Genovese
  - Candidatura Migliore attrice protagonista ad Angela Finocchiaro
  - Candidatura Migliore montaggio a Marco Spoletini
  - Candidatura Migliore colonna sonora a Franco Serafini e Massimiliano Pani
- 2011 -– Ciak d'oro
  - Candidatura Migliore attrice non protagonista ad Angela Finocchiaro
- 2011 – Biglietto d'oro Anec

## Remake
La banda dei Babbi Natale ha avuto un remake di produzione tedesca intitolato Weihnachts-Männer, film per la televisione diretto da Franziska Meyer Price, trasmesso il 25 dicembre 2015 sul canale Das Erste.